# Gabriel Sigua
Gabriel Sigua (georgisch გაბრიელ სიგუა, wiss. Transliteration Gabriel Sigua, * 30. Juni 2005 in Rustavi) ist ein georgischer Fußballspieler. Der Mittelfeldspieler steht seit 2023 beim Schweizer FC Basel unter Vertrag und ist georgischer Nationalspieler.

## Spielerkarriere

### Im Verein
Sigua begann mit dem Fußballspielen in seiner Geburtsstadt Rustavi und spielte später zwei Jahre lang im Nachwuchs des FC Saburtalo Tiflis, ehe er als 13-Jähriger in die Jugendabteilung des Rekordmeisters FC Dinamo Tiflis wechselte. Im Sommer 2022 wurde der zentrale Mittelfeldspieler dort in den Kader der Profimannschaft hochgezogen und debütierte daraufhin im Alter von 17 Jahren in der höchsten Liga. Bis zum Saisonende im Dezember kam Sigua in neun Ligaspielen zum Einsatz und gewann mit der Mannschaft die georgische Meisterschaft. In der anschließenden Saison 2023 kam er ebenfalls regelmäßig zum Einsatz und wurde im Juli mit dem Verein georgischer Supercup-Sieger.
Kurz darauf wechselte Sigua Ende Juli 2023 in die Schweiz, wo ihn der FC Basel verpflichtete. Bei dem Erstligisten unterzeichnete er einen Fünfjahresvertrag bis 2028. Aufgrund verschiedener Verletzungen verpasste er in seinen ersten beiden Spielzeiten dort jeweils größere Teile der Saison, kam aber dennoch jeweils in rund der Hälfte der Spiele zum Einsatz, davon zumeist als Einwechselspieler. Am Ende der Saison 2024/25 wurde er mit der Mannschaft sowohl Schweizer Meister als auch Cupsieger.

### Nationalmannschaft
Ab 2021 spielte Sigua in der georgischen U17-Nationalmannschaft und rückte im Frühjahr 2022 in die U18-Auswahl auf. Seit November 2022 gehört er dem Kader der U21-Nationalmannschaft an. Mit dem Team nahm er im Sommer 2023 an der U21-Europameisterschaft teil, kam bei dem Turnier jedoch nur im ersten Gruppenspiel zu einem Kurzeinsatz, ehe die Mannschaft im Viertelfinale im Elfmeterschießen gegen Israel ausschied. Zwei Jahre später bestritt er bei der U21-Europameisterschaft 2025 bis zum Vorrundenaus der Mannschaft zwei der drei Gruppenspiele.
Im Alter von 17 Jahren wurde er im März 2023 von Nationaltrainer Willy Sagnol zudem erstmals für die georgische A-Nationalmannschaft berufen, woraufhin er dort anschließend bei einem Freundschaftsspiel gegen die Mongolei debütierte. Nachdem er zwischenzeitlich wieder für die U21-Auswahl gespielt hatte, folgte im Oktober 2023 sein zweiter Länderspieleinsatz gegen Thailand. Im Sommer 2024 gehörte er dem georgischen Kader bei der Europameisterschaft in Deutschland an, bei der die Mannschaft erstmals an einem großen internationalen Turnier teilnahm, kam dort während des Turniers jedoch nicht zum Einsatz.

### Erfolge
- Schweizer Meister: 2025
- Schweizer Cup-Sieger: 2025
- Georgischer Meister: 2022
- Georgischer Supercup-Sieger: 2023